# マイケル・サムズ

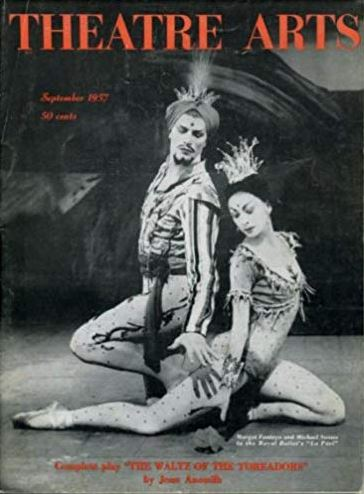
マイケル・サムズとマーゴ・フォンテイン。シアター・アーツ・マガジン1957年9月号表紙

マイケル・ジョージ・サムズ（Michael George Somes CBE、1917年9月28日 – 1994年11月18日）は、イギリスのバレエダンサーである。ロイヤル・バレエ団のプリンシパルであり、数多くの公演でマーゴ・フォンテインのパートナーを務めた。
グロスターシャー州ホースリーで生まれ、1934年にロイヤル・バレエ団（当時はヴィック・ウェルズ・バレエ団）から男性ダンサーとして初めてスカラシップを授与された。1938年にフォンテインと組んでフレデリック・アシュトン振付・コンスタント・ランバート作曲のバレエ『ホロスコープ』で主役の初演キャストとなり、「この半世紀で最も優れたイギリス人男性ダンサーとなり得る」と評された。サムズはアシュトンがロイヤル・バレエ団に振り付けたバレエ作品24本で初演キャストとなり、1951年からは1962年にルドルフ・ヌレエフが加入するまでロイヤル・バレエ団の男性ダンサーのトップを張っていた。ヌレエフ加入後は演技力を要する役割が多くなり、特に『ロミオとジュリエット』のキャピュレット卿役が有名である。1963年から1970年にかけて、アシュトンの下でロイヤル・バレエ団の芸術助監督を務めた。
1954年にはエド・サリヴァン・ショーに出演したほか、テレビ版の『白鳥の湖』（1954年）、『眠れる森の美女』（1955年）、『くるみ割り人形』（1958年）に出演。1966年には映画版の『ロメオとジュリエット』に出演している。いずれもマーゴ・フォンテインとの共演であった。
1959年に大英帝国勲章コマンダー章を受章した。同僚のアントワネット・シブリーと結婚したが後に離婚し、バレエダンサーのウェンディ・エリスと再婚している。1994年にロンドンで脳腫瘍のため亡くなった。